# オポーレ公国

オポーレ公国
Księstwo opolskie（pl）
Opolské knížectví（cs）
Herzogtum Oppeln（de）

シロンスク公国の分裂の始まり（1172年 - 1177年）、ボレスワフ1世長身公のヴロツワフ公国（オレンジ色）、その弟ミェシュコ1世跛足公のラチブシュ公国（黄色）、ボレスワフの長男ヤロスワフのオポーレ公国（緑色）

オポーレ公国またはオペルン公国（ポーランド語：Księstwo opolskie；チェコ語：Opolské knížectví；ドイツ語：Herzogtum Oppeln）は、シロンスク公国群に属する公国の一つ、首都はオポーレ。

## 歴史
公国は1172年、ボレスワフ1世の長男ヤロスワフの領国として分離独立した。ヤロスワフの死後、1201年から1202年までの短い間はヴロツワフ公国に併合されていたが、1202年にヤロスワフの叔父ミェシュコ1世が自分の領するラチブシュ公国へと取り込み、オポーレ＝ラチブシュ公国を形成した。1290年、オポーレ＝ラチブシュがヴワディスワフ・オポルスキの4人の息子達の間で分割相続されると、ラチブシュ公国から分離した単独のオポーレ公国が成立したが、この2国の領土の一部からチェシン公国、ビトム公国が新たに分立した。
1327年、公国はボヘミア王冠領の封土（レーエン）となった。公国はこの後、繰り返し起きる領土的変化によって不安定な状態が続き、15世紀半ばに至るまで徐々にその版図は縮小していった。しかし15世紀後半には再び拡張を始め、1511年にはオポーレ＝ラチブシュ公国が再形成されることになった。1532年、ピャスト家最後の統治者ヤン2世が死ぬと、公国は完全にボヘミアの主権下に入った。オポーレ＝ラチブシュ公国の支配者はホーエンツォレルン家、ハプスブルク家、ヴァザ家など目まぐるしく変わっていった。オポーレ＝ラチブシュ公国は1742年、最終的にプロイセン王国によって併合され、消滅した。

## オポーレ公
シロンスク・ピャスト家
- 1177年-1195年 ボレスワフ1世ヴィソキ
- 1195年-1201年 ヤロスワフ
- 1201年-1202年 ヘンリク1世
- 1202年-1211年 ミェシュコ1世プロントノギ
- 1211年-1230年 カジミェシュ1世
- 1230年-1246年 ミェシュコ2世
- 1246年-1281年 ヴワディスワフ・オポルスキ
- 1281年-1313年 ボルコ1世
- 1313年-1316年 ボレスワフ・ピェルヴォロドヌィ、ボルコ2世およびアルベルトによる共同統治
- 1316年-1356年 ボルコ2世
- 1356年-1367年 ヴワディスワフ・オポルチク、ボルコ2世による共同統治
- 1367年-1401年 ヴワディスワフ・オポルチク
- 1401年-1437年 ボルコ4世
- 1437年-1439年 ミコワイ1世、ヤン1世による共同統治
- 1439年-1476年 ミコワイ1世
- 1476年-1497年 ヤン2世、ミコワイ2世による共同統治
- 1497年-1532年 ヤン2世

ブランデンブルク＝アンスバッハ家など
- 1532年-1543年 ブランデンブルク＝アンスバッハ辺境伯ゲオルク
- 1543年-1549年 ブランデンブルク＝アンスバッハ辺境伯ゲオルク・フリードリヒ
- 1549年-1551年 ボヘミア王フェルディナント1世
- 1551年-1556年 イザベラ・ヤギェロンカ、サポヤイ・ヤーノシュ・ジグモンドによる共同統治
- 1556年-1558年 ブランデンブルク＝アンスバッハ辺境伯ゲオルク・フリードリヒ

1558年よりハプスブルク家がボヘミア王として領有し、一時的に他家門の出身者が公として統治
トランシルヴァニア公
- 1597年-1598年 バートリ・ジグモンド
- 1622年-1625年 ベトレン・ガーボル

ヴァザ家
- 1645年-1648年 ポーランド王ヴワディスワフ4世
- 1648年-1655年 カロル・フェルディナント・ヴァザ
- 1655年-1666年 ポーランド王ヤン2世カジミェシュ

ハプスブルク家
- 1666年-1742年 ハプスブルク家がボヘミア王として領有